# Dottor Strange
Il dottor Stephen Vincent Strange, noto semplicemente come il Dottor Strange (in inglese Doctor Strange), è un personaggio dei fumetti statunitensi pubblicati dalla Marvel Comics. Creato da Stan Lee e Steve Ditko, il personaggio è apparso per la prima volta in Strange Tales (vol. 1) n. 110 (copertina datata luglio 1963), tradotto in italiano dall'Editoriale Corno su L'Uomo Ragno n. 24 del 18 marzo 1971. Dottor Strange è lo Stregone Supremo (Sorcerer Supreme), il principale protettore della Terra contro le minacce magiche e mistiche. Strange è stato introdotto durante la Silver Age dei fumetti nel tentativo di portare un diverso tipo di personaggio e temi di misticismo alla Marvel Comics.
Rinomato neurochirurgo la cui carriera venne irreparabilmente distrutta a causa di un incidente d'auto, Dottor Strange diventa lo Stregone Supremo grazie alla sua immensa conoscenza di potenti incantesimi e arti occulte e a due artefatti magici: la Cappa della Levitazione (Cloak of Levitation) e l'Occhio di Agamotto (Eye of Agamotto). Strange, noto anche come "Signore delle Arti Mistiche" (Master of the Mystic Arts), risiede in un palazzo denominato Sanctum Sanctorum al 177A di Bleecker Street nel Greenwich Village assieme al suo assistente Wong e un vasto assortimento di oggetti mistici.
Nella classifica stilata nel 2011 da IGN, si è posizionato al 38º posto come più grande eroe della storia dei fumetti, dopo Eric Draven e prima di Ciclope.

## Storia editoriale
Concepito interamente da Steve Ditko per introdurre un diverso tipo di personaggio nell'Universo Marvel e chiamato "Dr. Strange" in quanto avrebbe dovuto debuttare su Strange Tales, il personaggio è stato presentato con una storia di cinque pagine all'allora redattore capo Stan Lee, che ha quindi scritto una lettera all'esperto di cultura popolare Jerry Bails per chiedere consiglio sul da farsi descrivendolo come un'idea di Ditko.
Dopo aver esordito su Strange Tales (vol. 1) n. 110, datato luglio 1963, le avventure del Dottor Strange compaiono anche nell'albo successivo e nel 114 prima che sia narrata la storia delle sue origini sul n. 115 (dicembre 1963). Lee aggiunge inoltre al personaggio elementi narrativi ispirati dal programma radiofonico degli anni trenta Chandu the Magician e il caratteristico lancio di incantesimi con nomi scioglilingua di cui, per sua stessa ammissione, lo stesso Lee ignora il significato, avendoli composti unicamente per il loro suono "mistico e misterioso".
A partire dal n. 116 di Strange Tales (gennaio 1964) il Dottor Strange compare in tutti gli albi della serie che diviene una delle più popolari tra gli studenti dei college grazie ai surreali paesaggi mistici e alle immagini sempre più allucinogene mostrate da Ditko, tanto che secondo lo storico dei fumetti Mike Benton: «Le storie di Dr. Strange degli anni sessanta hanno costruito una cosmologia coesa che avrebbe entusiasmato qualsiasi teosofo che si rispetti. Gli studenti del college, menti appena aperte a esperienze psichedeliche e misticismo orientale, leggevano le storie del Dr. Strange di Ditko e Lee con la convinzione di un Hare Krishna neo-convertito. Il significato era ovunque, e i lettori hanno analizzato le storie di Dr. Strange per le loro relazioni con i miti egizi, gli dei sumeri, e gli archetipi junghiani». In merito alle polemiche sul presunto utilizzo di sostanze stupefacenti da parte degli sceneggiatori in quel periodo Roy Thomas ha fermamente negato, ad ogni modo la testata ha predetto il fascino della controcultura giovanile del periodo per misticismo e psichedelico venendo tanto apprezzata da far sì che lo scrittore George R. R. Martin, notoriamente appassionato di fumetti Marvel Comics, lo abbia definito il suo personaggio preferito elogiando gli archi narrativi del periodo: «Vive ai confini dell'Universo Marvel e protegge il mondo, la nostra dimensione e il nostro piano da pericoli e forze esterne di cui gli altri personaggi come l'Uomo Ragno e i Vendicatori non immaginano nemmeno l’esistenza. È il nostro baluardo contro Cthulhu, i Grandi Antichi e il temibile Dormammu. Quello è il Dottor Strange al suo apice, e Stan Lee e Ditko lo sceneggiavano proprio in questo modo».
Durante la silver Age Bill Everett succede a Ditko come disegnatore di Strange Tales dal n. 147 (agosto 1966) venendo seguito da Marie Severin dal n. 160 (settembre 1967) e Dan Adkins dal 168 (maggio 1968) albo dopo il quale la testata viene ribattezzata Doctor Strange e dedicata interamente al personaggio con storie di 20 pagine per albo sceneggiate da Roy Thomas e disegnate da Gene Colan che, anziché imitare la versione data da Ditko dei mondi ultraterreni in cui sono ambientate le vicende, le altera drasticamente dandone una sua versione costituita per lo più di tenebre e fumo. La serie viene chiusa nel novembre 1969 dopo quindici numeri a causa del relativo calo di vendite e il personaggio ricompare in seguito sui primi tre numeri di Marvel Feature (dicembre 1971-giugno 1972) che porta alla nascita del gruppo dei Difensori, della cui testata Strange diviene comprimario ricevendo nel frattempo anche una serie revival su Marvel Premiere n. 3-14 (luglio 1972-marzo 1974) divenuta celebre poiché, per evitare polemiche religiose a causa di un arco narrativo in cui la Creazione viene presentata come l'opera di uno stregone divenuto onnipotente, Steve Englehart e Frank Brunner hanno scritto una finta lettera di plauso da parte di un pastore texano.
Il secondo volume di Doctor Strange, intitolato Doctor Strange: Master of the Mystic Arts è stato pubblicato dal giugno 1974 al febbraio 1987 per un totale di 81 numeri al termine dei quali il personaggio diviene protagonista prima di Strange Tales (vol. 2) n. 1-19 (aprile 1987-ottobre 1988) e poi di Doctor Strange: Sorcerer Supreme, durata 90 albi (novembre 1988-giugno 1996). Contemporaneamente vengono pubblicate le graphic novel: Doctor Strange: Into Shamballa (1986), Doctor Strange & Doctor Doom: Triumph and Torment (1989), Spider-Man/Dr. Strange: The Way to Dusty Death (1992) e Dr. Strange: What Is It That Disturbs You, Stephen? (1997).
Strange è in seguito protagonista delle miniserie Doctor Strange: The Flight of Bones n. 1-4 (febbraio–maggio 1999), Strange n. 1-6 (novembre 2004-luglio 2005) e Doctor Strange: The Oath n. 1-5 (dicembre 2006-aprile 2007), divenendo inoltre una presenza ricorrente in The Amazing Spider-Man sotto la direzione di J. Michael Straczynski nonché comprimario di New Avengers dal n. 27 della prima serie (aprile 2007) e per tutti i 34 della seconda (agosto 2010-gennaio 2013) per poi divenire una presenza ricorrente nella terza ricoprendo un ruolo centrale nel preludio e durante lo svolgimento del crossover Secret Wars dopodiché, con il rilancio di tutte le testate della casa editrice sotto il marchio All New All Different Marvel, al personaggio viene dedicato un quarto volume omonimo.

### Edizione estere
In Italia le avventure del Dottor Strange sono state pubblicate dall'Editoriale Corno a partire dal n. 169 di Doctor Strange (ovvero il primo dopo il cambio di titolo da Strange Tales) sul quattordicinale de L'Uomo Ragno a partire dal n. 1, sebbene talvolta divise in due parti e, anziché completamente a colori, con una pagina a colori e una in bianco e nero. Le storie classiche di Lee e Ditko pubblicate su Strange Tales sono state tradotte solo a partire dal n. 24 de L'Uomo Ragno, serie in cui le storie di Strange continuano ad apparire fino al n. 116 (ottobre 1974). La seconda serie dedicata al personaggio, così come le sue avventure coi Difensori vengono invece pubblicate prima su Hulk & Difensori e poi su Difensori. Dopo che i diritti editoriali dei personaggi Marvel Comics in Italia passano alla Play Press, le storie del Dottor Strange compaiono sporadicamente in appendice degli albi dal 16 (gennaio 1991) al 32 (maggio 1992) di Silver Surfer e sui numeri 18, 31, 35, 37-49 e 51-60 della serie dedicata a Thor.
Nel momento in cui Panini Comics è diventato il distributore ufficiale di Marvel in Italia, la testata di Doctor Strange, Sorcerer Supreme è stata pubblicata sotto l'etichetta Marvel Italia tra 1994 e 1995 sui numeri 2, 4, 14 e 16 della collana Ghost, su I Fantastici Quattro n. 120 e 122-124 e su Dottor Strange, breve serie di quattro albi più uno speciale edita tra aprile e agosto 1995. Le graphic novel dedicate al personaggio sono state pubblicate sui numeri 34 (agosto 1998), 50 (dicembre 1999) e 52-54 (febbraio-aprile 2000) di Wiz; le successive avventure del personaggio sono state pubblicate sui volumi della collana 100% Marvel finché, nel 2016, per la prima volta nella storia della sua vita editoriale in Italia, gli viene dedicata una serie regolare mensile intitolata Doctor Strange.

## Biografia del personaggio

### Origini
Nato il 18 novembre 1930 a Filadelfia, Pennsylvania, da Eugene e Beverly Strange, nel corso di una vacanza; Stephen cresce in una fattoria nel Nebraska assieme ai genitori, alla sorella Donna e al fratello Victor. A otto anni inizia ad avere violenti incubi causati da incursioni psichiche del Barone Mordo, invidioso poiché consapevole del superiore potenziale magico del bambino rispetto al suo. A causa della rigidità paterna e delle umili origini contadine, Stephen determina a nove anni che la sola cosa importante nella vita sia la ricchezza e, incoraggiato dalla sorella, decide di iscriversi alla facoltà di medicina; quando, a diciannove anni, assiste impotente alla morte per annegamento di Donna nel corso di una gita al lago, decide di concentrarsi unicamente negli studi laureandosi summa cum laude ma allontanandosi sempre di più dalla famiglia, tanto da non presentarsi al capezzale del padre morente e avere per questo una brusca discussione col fratello al termine della quale questi muore investito da un'auto davanti ai suoi occhi.
Aperta la propria clinica privata a New York, negli anni Strange diviene un neurochirurgo assai eminente, ma arrogante, egoista, egocentrico, avido e materialista nonché alcolizzato, donnaiolo e dedito ad un edonismo sfrenato, circondandosi dal lusso grazie alle esorbitanti parcelle che impone ai suoi pazienti. Una notte del 1963 tuttavia, guidando ad eccessiva velocità e in stato di ebbrezza, Strange rimane vittima di un violento incidente d'auto riportando ferite alle mani tanto gravi che, nonostante l'operazione dell'abile dottor Nicodemus West riesca ad evitare l'amputazione, i nervi rimangono irreparabilmente danneggiati rendendogli impossibile tornare ad eseguire operazioni chirurgiche. Troppo orgoglioso per accettare una posizione di secondo piano, Strange perde il lavoro e sperpera la propria fortuna tra l'alcol e la vana ricerca di una cura, ritrovandosi a vivere in mezzo alla strada.
Dopo aver sentito alcuni marinai parlare di un vecchio eremita noto come l'Antico, apparentemente dotato di poteri taumaturgici soprannaturali, Strange si convince che possa guarirlo e parte dunque per l'Himalaya riuscendo infine a raggiungere il monastero dell'asceta che, tuttavia, dato il suo egoismo, si rifiuta di curarlo, offrendogli invece di insegnargli le arti mistiche. Furioso, Strange si rifiuta ma non riesce a lasciare la montagna a causa di una tempesta e, dunque, si trattiene a sufficienza da scoprire che il Barone Mordo, uno dei discepoli dell'Antico, intende assassinare il maestro e prenderne il posto, cosa che lo spinge a tentare di mettere in guardia l'anziano eremita che, pur rivelando di esserne già consapevole, rimane colpito dall'atto disinteressato di Strange, cui propone nuovamente di divenire suo apprendista ottenendo, stavolta, una risposta positiva.

### Signore delle Arti Mistiche
Sette anni dopo Strange, trovata la serenità interiore e abbracciato uno stile di vita mistico-ascetico, fa ritorno negli Stati Uniti per perfezionare la sua padronanza delle arti mistiche e si stabilisce al 177A di Bleecker Street nel Greenwich Village, in un vecchio palazzo considerato infestato che decide di chiamare "Sanctum Sanctorum". Grazie all'aiuto di alcuni artefatti magici donatigli dal suo maestro, come l'Occhio e la Sfera di Agamotto o il Libro dei Vishanti, nonché all'aiuto del fedele assistente Wong, Strange inizia ad operare come consulente mistico affrontando entità demoniache quali i Possessori, Aggamon, la Casa delle Ombre, Zota di Pergamum, KhLΘG nonché l'infido maestro di arti mistiche deciso a fondare la sua setta Kaecilius sebbene i suoi avversari più temibili e ricorrenti siano il malvagio signore della Dimensione dei Sogni Incubo, il Barone Mordo, rancoroso ex-discepolo dell'Antico e soprattutto il perfido signore della Dimensione Oscura Dormammu.
Sul finire degli anni settanta incontra Uatu l'Osservatore e assiste con lui alla disfatta degli eroi dell'epoca, sacrificatisi per respingere un'invasione Skrull, venendo tuttavia rincuorato dall'entità sul fatto che ne sarebbero presto emersi di nuovi per colmare il vuoto; decenni dopo infatti, Strange ha modo di conoscere e collaborare con i Fantastici Quattro, Thor, l'Uomo Ragno, i Vendicatori, gli X-Men e Devil partecipando anche al matrimonio tra Mister Fantastic e la Donna Invisibile.
Contemporaneamente il Dottor Strange incontra entità cosmiche quali Eternità e il Tribunale Vivente iniziando inoltre una complicata relazione sentimentale con la bella nipote di Dormammu, Clea che ben presto diviene anche sua discepola. Per sventare la minaccia dell'arma apocalittica nota come Omegatron, Strange riunisce in seguito Namor e Hulk dando origine ai Difensori, gruppo non fisso ed eterogeneo di supereroi solitari di cui diviene uno dei membri fondamentali nonché una sorta di leader. Nel frattempo, per salvare il mondo dalla minaccia dell'entità demoniaca Shuma-Gorath, Strange si vede costretto a uccidere il proprio mentore, l'Antico, ereditando da lui la carica di Stregone Supremo (o Mago Supremo) e protettore della Terra, ricevendo quindi dalla Morte il dono dell'immortalità che si adatta al suo nuovo ruolo impedendogli di morire per cause naturali.
Poco tempo dopo il Secret Invasion, assieme al Professor X, Mister Fantastic, Freccia Nera, Iron Man e Namor, Strange forma il gruppo segreto degli Illuminati, volto a ideare strategie e prendere decisioni contro minacce di portata cosmica.

### Stregone Supremo
Il peso del suo ruolo di Stregone Supremo spinge il Dottor Strange a tentare di riportare in vita suo fratello Victor con un incantesimo del Libro dei Vishanti ma, inconsapevolmente, utilizza i Versi Vampirici e, nonostante in un primo momento non sembri ottenere alcun risultato, dopo aver collaborato con il gruppo di cacciatori di vampiri noto come Nightstalkers eliminando temporaneamente quasi tutti i vampiri del Pianeta grazie alla Formula di Montesi ironicamente Victor resuscita in forma di vampiro adottando prima i panni di secondo Barone Seangue e poi di Khiron decidendo infine di suicidarsi per non soccombere alla sete di sangue, evento che segna profondamente Strange.
Nel frattempo Clea è costretta a far ritorno alla Dimensione Oscura dopo aver guidato una rivolta deponendo sua madre Umar, mentre la collezione di artefatti magici del dottore viene apparentemente distrutta assieme al Sanctum Sanctorum in uno scontro con l'entità aliena paradimensionale Urthona, evento che spinge il Signore delle Arti Mistiche ad apprendere la magia nera per non trovarsi impreparato contro minacce future sconfiggendo così nuovamente Shuma-Gorath, scoprendo che Agamotto ha in realtà salvato tutti i suoi artefatti e ricongiungendosi con Clea, che poco dopo diviene sua moglie, sebbene col tempo il loro rapporto si deteriori portandoli a separarsi.
Strange manipola inoltre Morbius, Ghost Rider e Blaze portando alla formazione dei Figli della Mezzanotte per affrontare Lilith. Dopo essersi rifiutato di combattere una guerra cosmica in nome dei Vishanti, le entità che danno potere ai suoi incantesimi, Strange viene spogliato di gran parte dei suoi poteri e della nomina di Stregone Supremo sperimentando tuttavia nuove tipologie di sortilegi e trovando una nuova fonte di potere nella magia del caos, cosa che lo porta a riguadagnare il titolo. Durante questo periodo Strange prende sotto la sua ala un giovane apprendista mago celtico di nome Kyllian che però abbandona i suoi insegnamenti diventando un agente del caos.
Successivamente il Dottor Strange si riunisce coi Difensori originali per affrontare Dormammu e Yandroth, evento che provoca il realizzarsi di un'antica maledizione posta sul gruppo dal loro primo avversario, che li porta a divenire mentalmente instabili ribattezzandosi "L'Ordine" (The Order) e tentando di eradicare il male dalla Terra fino a che Clea e un gruppo di suoi alleati (Valchiria, Hellcat, Nottolone, Namorita, She-Hulk e Ardina) riescono a sconfiggerli riportandoli alla ragione. Segnato da tale esperienza, Strange decide di prendersi un periodo di pausa dalla comunità supereroistica ritirandosi a meditare ma, poco dopo, ritorna in attività tentando perfino di far rinsavire Scarlet dal catastrofico esaurimento nervoso che ha provocato lo scioglimento dei Vendicatori, senza però ottenere risultati e trovandosi intrappolato nella riscrittura della realtà operata dalla donna, sebbene poi, come vari altri supereroi, recuperi i ricordi della sua vita precedente grazie alla mutante Layla Miller e si rechi a Genosha per costringere Scarlet a risistemare il mondo dando origine a una battaglia nel corso della quale Magneto uccide Quicksilver e la donna, in preda allo shock, fa tornare il mondo com'era togliendo però i poteri al 90% dei mutanti, evento che viene battezzato "M-Day" e considerato da Strange al pari di un fallimento personale in quanto il suo compito consiste proprio nel prevenire simili danni alla struttura della realtà.

### Civil War
Allo scoppio della guerra civile tra superumani pro e contro l'Atto di Registrazione dei Superumani, il Dottor Strange decide di non schierarsi ritenendo che nessuna delle due parti detenga completamente la ragione e che sia ingiusto utilizzare i suoi immensi poteri per decidere arbitrariamente il destino di tutti gli eroi, motivo per cui si ritira in digiuno e meditazione al polo nord affinché la vittoria arrida "all'umanità".
Terminato il conflitto, nonostante gli venga concessa l'immunità alla Registrazione in quanto la sua identità è da sempre di dominio pubblico, decide di entrare in clandestinità unendosi ai Nuovi Vendicatori, cui offre di usare come quartier generale il suo Sanctum Sanctorum camuffandolo magicamente da Starbucks in costruzione. Nel corso di una missione in Giappone per salvare Maya Lopez dalle grinfie di Elektra e della Mano, Strange viene pugnalato dalla ragazza poiché controllata dalla setta ninja, ma riesce a salvarsi e a liberarla. Quando Zia May viene colpita da un proiettile destinato a lui, l'Uomo Ragno chiede aiuto a Strange per salvarle la vita con la magia ma questi dichiara che un simile utilizzo dei suoi poteri non è possibile.

### World War Hulk
Durante l'invasione di Hulk a Manhattan, Strange è uno degli obbiettivi del Golia Verde, che dopo aver tentato invano di far ragionare affronta sul piano fisico col potente demone extra-dimensionale Zom venendo sconfitto poiché incapace di controllarne il potere oscuro, imprigionato in un Colosseo e successivamente liberato da Sentry, il quale ingaggia Hulk in una dura lotta dando a Stark il tempo di armare un satellite che, tramite una raffica laser, regredisce il Gigante di Giada alla sua forma umana permettendone l'arresto.

### Secret Invasion e Dark Reign
Dopo aver intuito che la Terra è sotto assedio dagli Skrull, infiltratisi da anni tra gli eroi grazie ai loro poteri mutaforma, gli Illuminati si riuniscono per far fronte al pericolo scoprendo però che anche uno di loro, Freccia Nera, è un impostore alieno; cosa che porta i membri del gruppo a dividersi decidono di trovare ognuno da sé una soluzione alla faccenda. Nonostante l'invasione venga respinta, approfittando della tensione generatasi Hood e i suoi uomini attaccano i Nuovi Vendicatori nel Sanctum Sanctorum costringendo il Dottor Strange a servirsi di un quantitativo immenso di magia nera per sconfiggerlo, rischiando quasi di ferire i propri compagni e non riuscendo a scongiurare la distruzione della sua dimora, evento che lo porta a decidere di lasciare il gruppo decretando di aver fallito il suo compito e lasciando la Cappa della Levitazione, l'Occhio di Agamotto e il titolo di Stregone Supremo a Fratello Voodoo, che tuttavia muore poco tempo dopo la nomina lasciando il ruolo vacante.
In questo periodo Strange viene contattato da Thor affinché lo aiuti a riparare Mjolnir, danneggiato in battaglia, richiesta che riesce a soddisfare infondendo tuttavia l'anima del "Dio del Tuono" nel martello legandoli così indissolubilmente.
Mosso dal senso di colpa per la morte di Voodoo, il Dottor Strange torna tra le file dei Nuovi Vendicatori assistendoli in varie missioni finché, nel momento in cui il fantasma di Daniel Drumm attacca gli eroi possedendoli uno alla volta egli riesce a sconfiggerlo utilizzando la magia nera senza tuttavia rimanerne corrotto, cosa che, unita alla sua ferma volontà di combattere per la Terra, lo porta a venire nuovamente insignito del titolo di Stregone Supremo direttamente dall'immagine astrale dell'Antico.

### Incursioni
Quando Pantera Nera assiste a una "incursione", ossia la collisione di due universi, gli Illuminati si riuniscono nuovamente pronosticando che tale fenomeno rappresenti una minaccia imminente anche per il loro mondo e, per poter trovare una soluzione, arrivano a prendere in considerazione l'idea di distruggere altri mondi; contemporaneamente Thanos e il suo Ordine Nero attaccano la Terra per uccidere il suo ultimo discendente e recuperare le Gemme dell'infinito venendo respinti da Strange e il resto degli Illuminati. Stanco di osservare gli altri prendere decisioni catastrofiche, il Dottor Strange decide di prendere la situazione nelle sue mani stringendo patti con entità demoniache e attingendo dagli incantesimi più oscuri per poi abbandonare la Terra e recarsi alla "Libreria dei Mondi" dove si imbatte nel Dottor Destino, intenzionato a distruggere gli Arcani e impadronirsi della loro onnipotenza grazie a Molecola. Piano che completa con successo pochi istanti prima dell'incursione finale tra Terra 616 e Terra 1610.
Ricreato dalle ceneri del Multiverso un enorme planetoide composto da frammenti di altre realtà, "Battleworld", il Dio-Imperatore Destino nomina Strange suo braccio destro e sceriffo ma, quando gli eroi di Terra 616 sopravvissuti alla distruzione grazie ad una speciale capsula di salvataggio vengono liberati dalla stasi e insorgono, egli si schiera dalla loro parte venendo pertanto ucciso da Destino.

### Nuovissimo Universo Marvel
Con la rinascita del multiverso, il Dottor Strange viene resuscitato, completamente immemore di quanto accaduto, e torna a svolgere il suo compito di consulente mistico nel riedificato Sanctum Sanctorum iniziando a servirsi di frequente, durante le battaglie, di un artefatto incantato noto come "Ascia di Angarruumus".

### Gli ultimi giorni della magia

Il Dottor Strange disegnato da Brandon Peterson

Strange, nell'ultimo periodo, sta riscontrando strane anomalie nel mondo magico, a cominciare dalla presenza massiccia di creature mistiche sulla Terra e dal malfunzionamento di alcuni suoi poteri, cosa confermata quando una giovane ragazza di nome Zelma Stanton rivela di essere attaccata da misteriose creature che, secondo Wong, non compaiono sul loro piano da secoli. Così Strange e Wong viaggiano per le dimensioni e fanno una macabra scoperta: qualcuno sta distruggendo gli stregoni e le fonti magiche del multiverso e, di conseguenza, la magia stessa. Strange continua con le sue indagini e fronteggia i suoi nuovi nemici, ma questi ultimi si rivelano essere macchine e robot, i quali dispongono di una tecnologia tale da interferire con la magia: essi sono l'Empirikul, e sono giunti infine sulla Terra. Molti maghi in tutto il mondo compreso mago Normal lottano contro il nemico comune (Scarlet, Doctor Voodoo, Magika, El Medico Mistico, Mahatma Doom e altri) e Strange in persona combatte contro la guida dell'Empirikul, l'Imperatore, ma è tutto inutile: quest'ultimo trionfa e la magia cessa di esistere. Infine, l'Imperatore decide di condannare al rogo tutti i maghi terrestri e poco prima di iniziare l'uomo racconta a Stephen la sua storia, di come fosse un ragazzino quando i suoi genitori, in un'altra dimensione, si contrapposero alla loro gente praticando la scienza anziché la magia e per ciò furono uccisi, mentre lui si salvò a bordo di una navicella, per cui nacque in lui un odio nei confronti di coloro che praticavano le arti magiche, considerandoli nemici della scienza e dell'ordine naturale delle cose. Viene però fermato dal Monako, vecchio stregone amico di Strange, il quale usa la poca magia rimasta per salvare tutti e teletrasportarli via, non prima di aver detto a Stephen di andare a cercare gli ultimi artefatti magici nel mondo, dopodiché muore bruciato per mano dell'imperatore. Così Strange e altri maghi viaggiano in giro per il mondo alla ricerca di tali artefatti al fine di sconfiggere l'Empirikul, tuttavia durante la ricerca Strange si ricorda di un terribile segreto riguardo al suo Sanctum Sanctorum e ai suoi poteri: egli infatti ogni volta che usava potenti magie doveva pagare un terribile prezzo, che lo portava a soffrire terribilmente sia fisicamente che psicologicamente, ma con il passare del tempo il debito era diventato troppo grande e per questo con Wong decise di compensarlo in un altro modo, solo che questa maniera si è rivelata troppo pericolosa con il passare del tempo. Strange è terrorizzato: nello scantinato di casa sua infatti vive un gigantesco mostro informe fatto unicamente di tutto il suo dolore e la sua sofferenza, e l'Empirikul nel cercare di distruggerlo gli ha aperto un passaggio verso il mondo esterno. Wong intanto, insieme a Zelma, ha ideato un piano per aiutare Stephen. Quest'ultimo, accorgendosi della pericolosità della "Cosa in cantina", aveva reso alcuni discepoli di Strange in Tibet dei veri e propri feticci per lo stregone, che subivano tutto ciò che subiva lui ogni volta che il debito magico cresceva, a volte morendo per ciò. Wong vorrebbe usare altre persone per aiutare il suo padrone e amico, ma Strange si presenta al tempio e glielo proibisce, in parte disgustato da ciò, sebbene i suoi discepoli avevano offerto anima e corpo a lui. Dopo aver stordito Wong e aver mandato via tutti si reca con gli altri stregoni al suo Sanctorum, dove l'Imperatore è alle prese con la Cosa, la quale, dopo il rifiuto dell'Imperatore di farla uscire tenta di ucciderlo. Sopraggiunge poco dopo il dottore assieme agli altri stregoni, il quale lo attacca alle spalle e si unisce alla lotta con un arco magico, ma è comunque inutile, finché la Cosa lo distrae e Strange lo acceca con la polvere ricavata dal cranio dell'Antico, la quale svela al mondo cosa sta accadendo davvero (l'Empirikul fino a quel momento stava usando congegni che gli permetteva di muoversi invisibile all'occhio umano). Strange, dopo aver proposto una tregua alla Cosa (la quale lo odia profondamente per averla creata e segregata), si unisce a lei e, supportato da coloro che aveva aiutato, da Wong, da Zelma, e dai suoi discepoli, sconfigge definitivamente l'Imperatore e con esso l'Empirikul. Poco dopo infligge all'Imperatore una punizione esemplare: dopo averlo incatenato gli rivela che l'unico libro che Zelma aveva salvato era quello con cui creò la Cosa, e con esso lo trasforma appunto nella nuova "Cosa in cantina", costringendolo non solo ad assorbire d'ora in poi il suo dolore, ma anche a essere una di quelle creature magiche che tanto odiava. Nel mentre la vecchia Cosa viaggia libera per il mondo, ma si sente vuota e decide di provare la vendetta come passatempo, mentre Strange non è felice che la storia sia finita: non riesce più a usare i suoi artefatti, e gli incantesimi sono solo echi flebili, a dimostrazione che la magia, probabilmente, sia davvero morta (o comunque sia debolissima nel mondo).

### Il nuovo volto della magia
Dopo la battaglia dell'Empirikul, Strange è costretto a riaffrontare i suoi vecchi impieghi come Stregone Supremo in maniera ridotta usando i pochi artefatti magici rimasti contro creature di vario tipo, oltre che vedersela contro i suoi vecchi nemici come Mordo (il quale ha stretto un patto con Dormammu per preservare i suoi poteri dopo la guerra contro l'Empirikul), Dormammu, Incubo, e affrontandone di nuovi come Mister Tormento (ovvero la Cosa in Cantina, che si è data un nome e ha deciso di infliggere sofferenza ad altri per poi nutrirsene).

### Spin-off
Dopo gli ultimi attacchi e la scarsa disponibilità di artefatti ed energie magiche sulla Terra, Strange decide di aprire una scuola per le arti mistiche insieme ad altri stregoni. Nella Strange Academy gli studenti (già in possesso di arti magiche / mistiche) vengono incentivati all'uso corretto della magia e a fargli prendere il controllo di essa. Lo scopo finale degli insegnamenti sarà quello di recuperare e rinforzare le arti mistiche per avere un "esercito" pronto.

## Poteri e abilità
Il Dottor Strange è considerato il più potente mago della Terra ed Eternità lo ha definito il più potente dei mortali. I suoi poteri derivano principalmente dalla connessione coi Vishanti, un trittico di entità mistiche onnipotenti (Agamotto, Oshtur e Hoggoth) che insigniscono il loro campione del titolo di "Stregone Supremo", o "Mago Supremo" (Sorcerer Supreme), consentendogli di attingere al loro potere per diventare intangibile, diventare invisibile, emettere energia, generare campi di forza, modificare le leggi spaziotemporali, spostarsi tra le dimensioni parallele o bandirvi qualsiasi creatura, comunicare telepaticamente, ipnotizzare qualunque essere vivente, teletrasportarsi, generare illusioni, spostare gli oggetti col pensiero. È in grado di invocare anche altre entità, quali Cyttorak, Farallah, Ikonn, Krakkan, Raggadorr, Valtorr e Watoomb, utilizzandone gli attributi soprannaturali per dare potere ai suoi incantesimi nonché di servirsi, qualora necessario, sia della magia del caos che della magia nera risultando in grado di padroneggiarla senza lasciarsi consumare. Grazie a un dono fattogli dalla Morte poco dopo la sua nomina a Stregone Supremo inoltre, Strange è virtualmente immortale.
Oltre ai suoi immensi poteri magici, Strange è un eccellente medico specializzato di neurochirurgia (almeno prima del suo incidente), dotato di una grande intelligenza, un grande esperto di combattimento corpo a corpo ed arti marziali quali il judo, nonché nell'uso di armi bianche come spade o asce.
Il costume del Dottor Strange comprende due artefatti mistici che gli conferiscono poteri aggiuntivi:
- l'Occhio di Agamotto (Eye of Agamotto)[37][131], incastonato nell'omonimo amuleto sul suo petto, genera la cosiddetta "luce della verità" (all-revealing light) capace di dissipare menzogne e illusioni, inoltre permette di amplificare il potere della mente, rivedere vividamente eventi passati e aprire portali dimensionali.
- la Cappa della Levitazione (Cloak of Levitation)[132] consente a chi la indossa di volare e può venire utilizzata come "braccio aggiuntivo" in quanto risponde direttamente ai pensieri del suo proprietario.

Nel suo impenetrabile Sanctum Sanctorum, Strange possiede inoltre una vasta collezione di oggetti magici, tra cui i più significativi sono una speciale sfera di cristallo, la Sfera di Agamotto (Orb of Agamotto), uno scettro capace di assorbire e incrementare l'energia mistica chiamato Asta di Watoomb (Wand of Watoomb), un potente grimorio noto come Libro dei Vishanti (Book of the Vishanti) e l'Ascia di Angarruumus (Axe of Angarruumus).

## Altre versioni

### 1602
In 1602, Sir Stephen Strange è contemporaneamente il mago e il medico della corte di Regina Elisabetta I, giustiziato per stregoneria in seguito alla morte della regina, la sua testa viene mantenuta in vita grazie alla moglie Clea. Il suo personaggio è ispirato a John Dee.

### 2099
Nel futuro di Marvel 2099, lo Stregone Supremo è una giovane donna che si fa chiamare "Strange", la quale tuttavia risulta estremamente inesperta nell'uso dei propri poteri.

### Age of X
Nel crossover Age of X, il Dottor Strange si finge un cacciatore di mutanti a pagamento ma, in realtà, lavora per la resistenza al servizio diretto di Magneto.

### Amalgam
Nell'universo Amalgam, il Mago Supremo è il Dottor Strangefate (fusione tra il Dottor Strange della Marvel e il Dottor Fate della DC Comics) il cui alter ego è Charles Xavier.

### Bullet Points
Nella miniserie Bullet Points, in seguito al suo incidente il dottor Stephen Strange va a lavorare per lo S.H.I.E.L.D. chiedendo che gli guariscano le mani, richiesta cui gli scienziati acconsentono.

### The End
In Fantastic Four: The End, Strange e Clea hanno una figlia, chiamata come la madre e che ha ereditato il titolo del padre.

### Exiles
Sulla testata Exiles ha fatto la sua apparizione una versione alternativa del Dottor Strange proveniente dalla Terra-59661 dove è un rinomato neurochirurgo specializzato in superumani che viene ucciso da Deadpool.

### Guardiani della Galassia
Nella linea temporale dei Guardiani della Galassia, Strange ha assunto il titolo di Antico e preso sotto la sua ala un discepolo, Krugarr. In seguito viene ucciso da Dormammu e vendicato dal pupillo.

### Marvel Zombi
In Marvel Zombi Strange è inizialmente uno dei superstiti alla piaga zombie e fa parte della resistenza guidata da Nick Fury ma, in seguito, viene infettato e ucciso da Ultron.

### MC2
Nel futuro alternativo di MC2, il Dottor Strange si è ritirato lasciando il titolo di Stregone Supremo al giovane Doc Magus.

### Spider-Ham
Nell'universo di Spider-Ham è presente una parodia del personaggio: Croctor Strange.

### Terra X
Nella realtà alternativa di Terra X, il Dottor Strange viene ucciso da Clea per ordine di Loki, ma la sua forma astrale continua ad esistere come una sorta di spettro.

### Ultimate
Nell'universo Ultimate il Dottor Strange è misteriosamente e letteralmente scomparso poco tempo dopo aver sposato la sua ex-studentessa Clea, che ha quindi cresciuto loro figlio Stephen Strange, Jr. lontano dal mondo della magia finché, durante il suo ultimo anno di college, il ragazzo viene avvicinato da Wong e messo al corrente della verità divenendo poi un guru new Age per gente ricca, potente e famosa, noto al pubblico come "Dr. Strange" nonostante non abbia completato gli studi. Pur comparendo di frequente in svariati talk show, venendo trattato da celebrità e avendo pubblicato un libro sulla propria vita la sua effettiva conoscenza di magia è oltremodo scarsa tanto che, quando combatte al fianco di qualche supereroe, riesce a salvarsi più per fortuna che per abilità. Nel corso dei fatti di Ultimatum, Hulk rade al suolo il Sanctum Sanctorum e il giovane viene brutalmente assassinato da Dormammu, sebbene in seguito una figura misteriosa ritrovi il suo cadavere producendo una strana luce magica.

### What If?
Il personaggio è stato reinventato in due scenari della serie canonica What If?:
- Nel primo, che immagina cosa sarebbe successo se fosse diventato discepolo di Dormammu, Strange riesce a guarire le sue mani dopo l'incidente grazie al Barone Mordo ma viene poi privato della licenza medica con l'accusa di negligenza a causa del suo comportamento, cosa che lo spinge a giurare fedeltà al Signore della Dimensione Oscura divenendo il suo pupillo nonché l'amante di Umar finché, affrontando l'Antico, realizza i suoi sbagli e diventa suo allievo[155].
- Nel secondo, che immagina cosa sarebbe successo se il Dottor Strange non fosse mai diventato il Signore delle Arti Mistiche, il titolo di Stregone Supremo viene assegnato a Mordo, che si allea con Dormammu e Incubo per conquistare la Terra[156].

## Altri media

### Cinema

#### Lungometraggi
- Originariamente il film del 1992 di Albert e Charles Band Invasori dalla IV dimensione (Doctor Mordrid) avrebbe dovuto essere un adattamento del personaggio, ma nel corso della produzione i diritti sono scaduti[157][158] portando a una completa ristesura della trama[157] sebbene persistano diversi punti in comune.[159]
- Strange viene anche citato nel film Spider-Man 2 (2004), diretto da Sam Raimi, tra i possibili nomi da dare al supercriminale Dottor Octopus, ma J. Jonah Jameson dice che quel nome è già occupato.

### Marvel Cinematic Universe
Nel franchise del Marvel Cinematic Universe, Stephen Strange è interpretato da Benedict Cumberbatch. Il personaggio debutta in Doctor Strange (2016), in cui è un chirurgo di fama mondiale che a seguito di un incidente automobilistico viene istruito a padroneggiare l'arte magica. Nel film salva la Terra dalla minaccia di Kaecilius e i suoi Zeloti, membri di una setta volta a consegnare la loro realtà al temibile dominatore della Dimensione Oscura, Dormammu. In seguito il personaggio appare in Thor: Ragnarok (2017) dove aiuta Thor e Loki a ritrovare Odino. In Avengers: Infinity War (2018) il Maestro delle Arti Mistiche combatte Thanos per impedirgli di dimezzare le forme di vita nell'universo mettendolo temporaneamente sotto scacco, ma per salvare la vita di Tony Stark è costretto a consegnargli la Gemma del tempo. Dopo che il folle titano ha ottenuto tutte e sei le Gemme, con il Guanto dell'infinito disgrega metà popolazione dell'universo, tra cui è compreso lo stesso Strange. In Avengers: Endgame (2019) ritorna in vita grazie allo schiocco di dita di Hulk e insieme a tutti quelli resuscitati, affronta l'armata di Thanos, vincendo. In Spider-Man: No Way Home (2021), il Dottor Strange prova ad aiutare Peter Parker lanciando un incantesimo per far dimenticare a tutto il mondo dell'identità segreta di Spider-Man, ma l'incantesimo fallisce a causa dell'intervento di Parker. Dopo una colluttazione con quest'ultimo, viene rinchiuso nella Dimensione Specchio. Liberatosi da quest'ultima, per salvare l'universo lancia un incantesimo che fa dimenticare a chiunque dell'esistenza di Peter Parker. In Doctor Strange nel Multiverso della Follia (2022), Strange incontra la giovane America Chavez, in fuga da un altro universo. Lo stregone chiede aiuto per la questione multiversale a Wanda Maximoff, che si rivela essere chi dà la caccia ad America. Strange fugge dalla strega insieme ad America, per il multiverso, fino a che con il potere del Darkhold, lo stregone riuscirà ad avere la meglio su Scarlet Witch. Maximoff, pentita, distrugge il Darkhold in ogni universo. Strange resta accidentalmente corrotto dalla lettura dell'oscuro libro di Chthon, con la conseguente comparsa di un terzo occhio sulla fronte. Varianti del personaggio compaiono nelle serie animate What If...? (2021), Il vostro amichevole Spider-Man di quartiere (2025) e Marvel Zombies (2025), e nel film Doctor Strange nel Multiverso della Follia, uno di loro, il Dottor Strange Supremo riveste anche occasionalmente il ruolo di antagonista principale della seconda stagione di What If...?.

### Animazione
- Il Dottor Strange, doppiato in originale da Bryce Johnson e in italiano da Fabrizio Pucci, è il protagonista del film d'animazione Dottor Strange - Il mago supremo (2007), prodotto dai Marvel Studios e distribuito direttamente in home video da Lions Gate Entertainment.[161]
- Nel film animato Planet Hulk (2010), il Dottor Strange fa un breve cameo muto in cui appare all'inizio nell'ombra.
- Il Dottor Strange compare nel film d'animazione Hulk - Nella terra dei mostri (2016), doppiato in originale da Liam O'Brien e in italiano da Carlo Scipioni.

### Televisione
- Il personaggio, interpretato da Peter Hooten, è il protagonista del film TV Dr. Strange (1978), prodotto dalla Universal Pictures, scritto e diretto da Philip DeGuere ma molto criticato per la pressoché totale infedeltà al materiale cartaceo[162].
- Il Dottor Strange (insieme a Namor, Capitan America e Sheela) appare nell'episodio Sette piccoli super eroi de L'Uomo Ragno e i suoi fantastici amici, dove viene catturato dal Camaleonte. Era prevista poi una serie spin-off dedicata a lui ma il progetto non venne mai attuato.
- Il Dottor Strange ha un cameo visivo in un episodio di Insuperabili X-Men.
- Il Dottor Strange, doppiato in originale da John Vernon e in italiano da Gabriele Carrara, compare in un episodio della serie animata Spider-Man - L'Uomo Ragno dove tuttavia, percependo i poteri di Madame Web, la definisce un'entità infinitamente più potente di lui.
- Ne L'incredibile Hulk il Dottor Strange, doppiato in originale da Maurice LaMarche e in italiano da Mario Zucca, compare in un episodio.
- Il Dottor Strange, doppiato in originale da Roger Rose e in italiano da Gianluca Machelli, compare in Super Hero Squad Show.
- In Ultimate Spider-Man il Dottor Strange, doppiato in originale prima da Jack Coleman, poi da Liam O'Brien e in italiano da Carlo Scipioni, è un personaggio ricorrente.
- Il Dottor Strange, nuovamente doppiato in originale da Coleman mentre in italiano da Fabrizio Manfredi, compare in due episodi di Hulk e gli agenti S.M.A.S.H.[163].
- Strange, sempre doppiato in originale da Coleman e O'Brien e in italiano da Scipioni, è un personaggio ricorrente di Avengers Assemble.
- Nell'anime Disk Wars: Avengers compare il Dottor Strange, doppiato in originale da Yasunori Masutani.
- Il Dottor Strange compare anche nell'anime Future Avengers, doppiato in originale dallo stesso Yasunori Masutani.
- Il Dottor Strange è presente nella serie animata Marvel Super Hero Adventures, doppiato in originale da Toren Atkinson.

### Videogiochi
- Il Dottor Strange compare in The Amazing Spider-Man vs. The Kingpin.
- Il Dottor Strange compare come personaggio giocabile in Marvel: La Grande Alleanza[164].
- Nell'ending di Hsien-Ko in Marvel vs. Capcom 3: Fate of Two Worlds il Dottor Strange fa una breve comparsa.
- Il Dottor Strange compare come personaggio giocabile in Ultimate Marvel vs. Capcom 3[165].
- Il Dottor Strange compare come personaggio giocabile in Marvel Super Hero Squad Online.
- Il Dottor Strange compare come personaggio giocabile in Marvel: Avengers Alliance.
- Il Dottor Strange compare come personaggio giocabile in Marvel Avengers: Battle for Earth.
- Il Dottor Strange compare come personaggio giocabile in Marvel Heroes.
- Il Dottor Strange compare come personaggio giocabile in LEGO Marvel Super Heroes.
- Il Dottor Strange compare come personaggio giocabile in  LEGO Marvel's Avengers.
- Il Dottor Strange compare come personaggio giocabile in Marvel: Sfida dei campioni.
- Il Dottor Strange compare come personaggio giocabile in Marvel Future Fight.
- Il Dottor Strange compare come personaggio giocabile in Marvel vs. Capcom: Infinite.
- Il Dottor Strange compare come personaggio giocabile in Marvel: La Grande Alleanza 3: L'Ordine Nero.
- Il Dottor Strange compare come personaggio giocabile in Marvel Rivals.

### Letteratura
- Il personaggio è protagonista del libro del 1976 Doctor Strange, Master of the Mystic Arts: Nightmare, di William Rotsler[166][167].
- Nel saggio del 1968 L'Acid Test al Rinfresko Elettriko (The Electric Kool-Aid Acid Test) di Tom Wolfe, viene menzionata l'influenza avuta dalla serie Doctor Strange su Ken Kesey e i Merry Pranksters[168].
- Strange compare brevemente nel romanzo del 2006 di Jim Butcher Spider-Man: The Darkest Hours.

### Musica
- Nel brano dei Country Joe and the Fish Superbird dell'album del 1967 Electric Music for the Mind and Body è menzionato il personaggio.
- Il Dottor Strange viene citato in un verso di "Cymbaline" dell'album del 1968 More dei Pink Floyd, e compare sulla copertina del loro album precedente, A Saucerful of Secrets.
- La canzone "Mambo Sun" dell'album del 1971 Electric Warrior dei T. Rex fa vari riferimenti al Dottor Strange.
- Il personaggio compare sulla copertina degli album di Al Stewart Past, Present and Future, del 1973, e Modern Times, del 1975.
- Sullo sfondo della copertina di Doctor Strange, Sorcerer Supreme n. 15, datato marzo 1990, compaiono le fattezze del viso della cantante cristiana Amy Grant la quale, non avendo dato il suo permesso[169], ha successivamente minacciato una causa legale per l'associazione della sua immagine a un'opera incentrata sulla stregoneria[170], sebbene in seguito la diatriba sia stata risolta amichevolmente senza che la Marvel abbia ammesso alcuna responsabilità o illecito[171].